# 瑞穗運動場西車站
瑞穗運動場西站（日语：／ Mizuho-undōjō-nishi eki */?）是位於愛知縣名古屋市瑞穗區瑞穗通五丁目，為名古屋市營地下鐵櫻通線之車站。車站編號為S13。因距離兩端之車站較近，並且在連接本站之名古屋市公車也直通金山站等大型車站，所以本站之利用人數偏低。

## 車站結構
本站為1面2線島式月台之地下車站。

### 月台配置
| 月台 | 路線   | 目的地                     |
| ---- | ------ | -------------------------- |
| 1    | 櫻通線 | 新瑞橋、德重方向           |
| 2    | 櫻通線 | 今池、名古屋、太閤通方向面 |

## 相鄰車站
名古屋市營地下鐵
 櫻通線
瑞穗區役所（S12）－瑞穗運動場西（S13）－新瑞橋（S14）

## 外部連結
- 瑞穗運動場西 - 名古屋市交通局